# Зеленёв, Владимир Клавдиевич
Влади́мир Кла́вдиевич Зеленёв (1922—1945) — старший лейтенант Рабоче-крестьянской Красной Армии, участник Великой Отечественной войны, Герой Советского Союза (1944).

## Биография
Владимир Зеленёв родился 15 июля 1922 года в селе Рянза (ныне — Земетчинский район Пензенской области). Окончил десять классов школы. В 1940 году был призван на службу в Рабоче-крестьянскую Красную Армию, в 1941 году окончил Ленинградское военное училище связи. С декабря того же года — на фронтах Великой Отечественной войны. Принимал участие в боях на Западном, Брянском, Центральном, 1-м Украинском, 1-м Белорусском, 3-м и 1-м Прибалтийских фронтах. Участвовал в битве за Москву, Курской битве, освобождении Белорусской ССР и Польши. К сентябрю 1943 года старший лейтенант Владимир Зеленёв командовал взводом связи 1323-го стрелкового полка 415-й стрелковой дивизии 61-й армии Центрального фронта. Отличился во время битвы за Днепр.
28 сентября 1943 года Зеленёв переправился через Днепр в районе хутора Змеи Репкинского района Черниговской области Украинской ССР и провёл телефонный кабель, установив связь с командованием. В течение двух суток он корректировал огонь советской артиллерии, что способствовало успешному отражению 17 немецких контратак.
Указом Президиума Верховного Совета СССР «О присвоении звания Героя Советского Союза генералам, офицерскому, сержантскому и рядовому составу Красной Армии» от 15 января 1944 года за «образцовое выполнение боевых заданий командования по форсированию реки Днепр и проявленные при этом мужество и героизм» старший лейтенант Владимир Зеленёв был удостоен высокого звания Героя Советского Союза с вручением ордена Ленина и медали «Золотая Звезда» за номером 3052.
5 марта 1945 года Зеленёв погиб в бою за освобождение города Штаргард (ныне в Польше). Похоронен в братской могиле в Старгарде.
Был также награждён орденом Отечественной войны 2-й степени.